# Gura Apelor
Die Talsperre Gura Apelor oder Gura Apei (rumänisch Baraj Gura Apelor oder Baraj Gura Apei) mit ihrem Stausee Lacul Gura Apelor ist die höchste Talsperre Rumäniens und derzeit der fünfthöchste Staudamm aus Steinschüttung in Europa.
Sie befindet sich im Retezat-Gebirge südlich der Städte Hunedoara und Hațeg und staut den Râul Mare.

## Kraftwerk
Das Wasserkraftwerk ist als Kavernenkraftwerk ausgeführt, d. h., es befindet sich in einer unterirdischen Kaverne, die in den Fels geschlagen wurde. Die Kaverne hat die folgenden Abmessungen: Länge: 65 m, Breite: 16 m, Höhe: 44,2 m. Das Kraftwerk ist mit zwei Francis-Turbinen von je 165,5 MW ausgestattet. Es wurde 1986 in Betrieb genommen und an das nationale Versorgungsnetz angeschlossen. Jedes Jahr können 629,5 GWh produziert werden.